# Station Jesionka
Station Jesionka is een spoorwegstation in de Poolse plaats Jesionka.